# Cortemilia
Cortemilia – miejscowość i gmina we Włoszech, w regionie Piemont, w prowincji Cuneo.
Według danych na rok 2004 gminę zamieszkiwało 2541 osób, 105,9 os./km².